# ژیل ایکوم
ژیل ایکوم (انگلیسی: Gilles Eyquem؛ زادهٔ ۳۰ مهٔ ۱۹۵۹) بازیکن فوتبال سابق اهل فرانسه است. او به عنوان مدافع میانی بازی می‌کرد و در حال حاضر سرمربی تیم ملی زیر 16 سال فرانسه است.
از باشگاه‌هایی که در آن بازی کرده‌است می‌توان به باشگاه فوتبال بوردو، باشگاه فوتبال گنگام، باشگاه فوتبال کن، و باشگاه فوتبال آنژه اشاره کرد.